# كريج واسون
كريج واسون (بالإنجليزية: Craig Wasson)‏ هو ممثل أمريكي، ولد في 15 مارس 1954 في الولايات المتحدة.

## أعمال

### أفلام
- (1992) مالكوم إكس[3]

### مسلسلات
- جوال تكساس ووكر
- موردر

## وصلات خارجية
- كريج واسون على موقع IMDb (الإنجليزية)
- كريج واسون على موقع ألو سيني (الفرنسية)
- كريج واسون على موقع ميوزك برينز (الإنجليزية)
- كريج واسون على موقع أول موفي (الإنجليزية)
- كريج واسون على موقع قاعدة بيانات برودواي على الإنترنت (الإنجليزية)
- كريج واسون على موقع قاعدة بيانات الأفلام السويدية (السويدية)
- كريج واسون على موقع إن إن دي بي (الإنجليزية)
- كريج واسون على موقع ديسكوغز (الإنجليزية)
- كريج واسون على موقع قاعدة بيانات الفيلم (الإنجليزية)
- كريج واسون على موقع كينوبويسك (الروسية)